# Jablečník obecný
Jablečník obecný (Marrubium vulgare) je léčivá rostlina z čeledi hluchavkovité (Lamiaceae).

## Popis
Vytrvalá plstnatá rostlina dorůstající výšky 25–50 cm, výjimečně až 70 cm. Lodyha je přímá, hranatá, vlnatě chlupatá, v dolní části někdy dřevnatějící a téměř lysá. Aromatické vrásčité listy jsou vstřícné, oválné až vejčité, řapíkaté, 2–4 cm dlouhé, po rozetření voní jako jablka. Má bílé květy, vyrůstající v kulovitých lichopřeslenech v paždí horních listů. Kalich nese deset pichlavých, při plodu háčkovitých zubů; dvoupyská koruna je 6–7 mm dlouhá. Tyčinky nevyčnívají z korunní trubky. Kvete v červenci až září.

## Stanoviště
Vyhovují mu chráněné a slunné polohy. Zpravidla roste na krajích cest, suchých loukách, štěrkovištích a rumištích. Preferuje suché, propustné, vápnité půdy.

## Areál rozšíření
Původní oblastí rozšíření je jižní Evropa a Střední Asie. Rozšířil se a zplaněl i do mírného pásu – až do středního Švédska a na severní Ukrajinu. Dovezen byl i do Ameriky, do Austrálie a na Nový Zéland.

## Účinné látky
Jablečník obsahuje asi 7 % tříslovin, dále silici, glykosidické hořčiny (diterpenický marubin), flavonoidy, saponiny, pryskyřice, cholin, lipidy, kyselinu ursolovou a další látky. Sbírá se nať (herba marrubii).

## Použití
Jablečníkový čaj se používá v lékařství i homeopatii při onemocnění dýchacích cest, na podporu odkašlávání a při žlučníkových chorobách (hořčiny podporují vylučování žluče). Povzbuzuje chuť k jídlu, usnadňuje trávení a uvolňuje nervovou soustavu. Užívá se i jako studený nálev proti střevním parazitům. Zevně se používá na špatně se hojící a hnisavé rány, má protizánětlivé účinky.

## Včelařství
Jablečník obecný je vynikající nektarodárnou rostlinou, která tvoří nektar i za suchého počasí. Nektarium květu jablečníku vyprodukuje za 24 hodin 31 mg nektaru s cukernatostí 40 %. Cukerná hodnota, tedy množství cukru vyprodukovaného v květu za 24 hodin, je 0,12 mg. Druhový med jablečníku není znám.

## Galerie

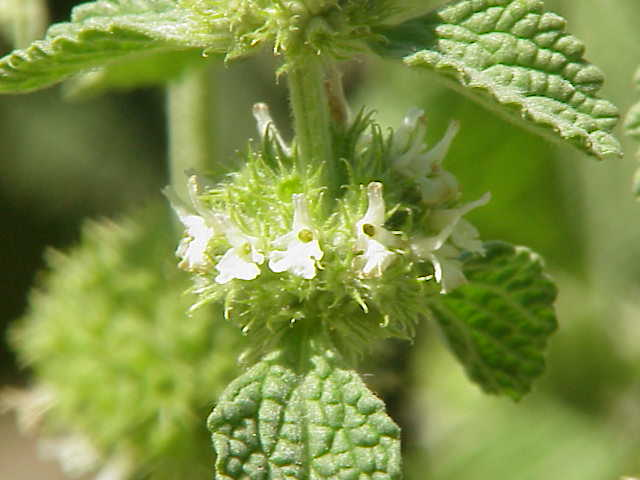
Květ jablečníku
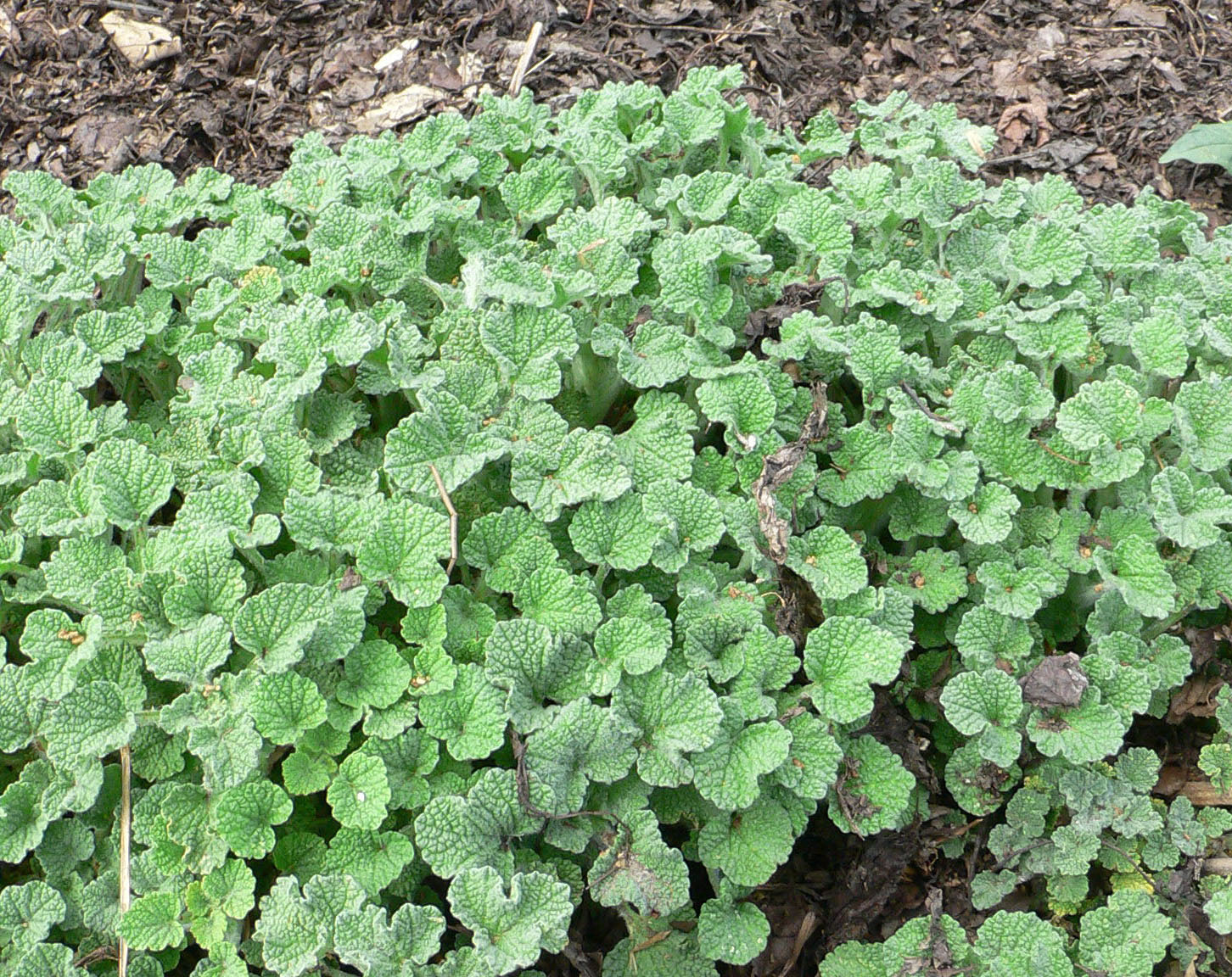
Jablečníkový porost
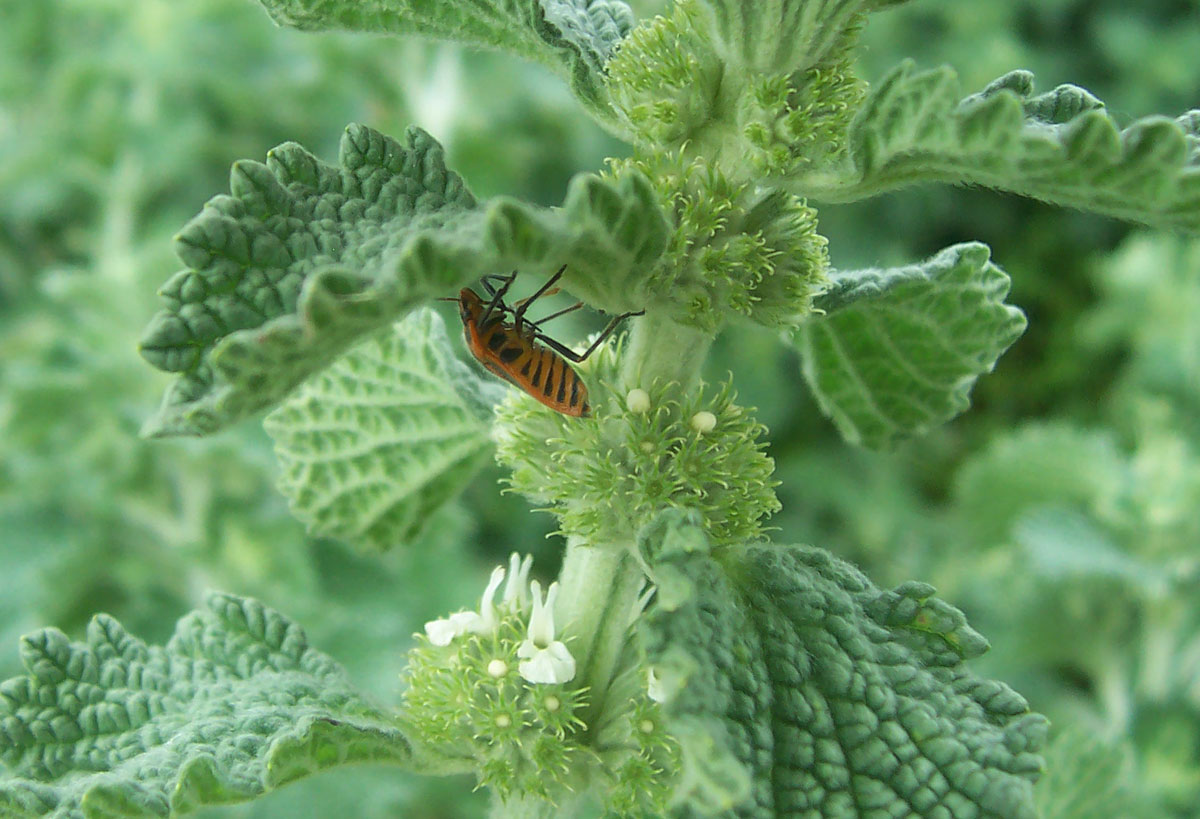
Nakvétající nať